# Palazzo dell’Intendenza di Finanza, degli Uffici Finanziari e dell’Avvocatura di Stato

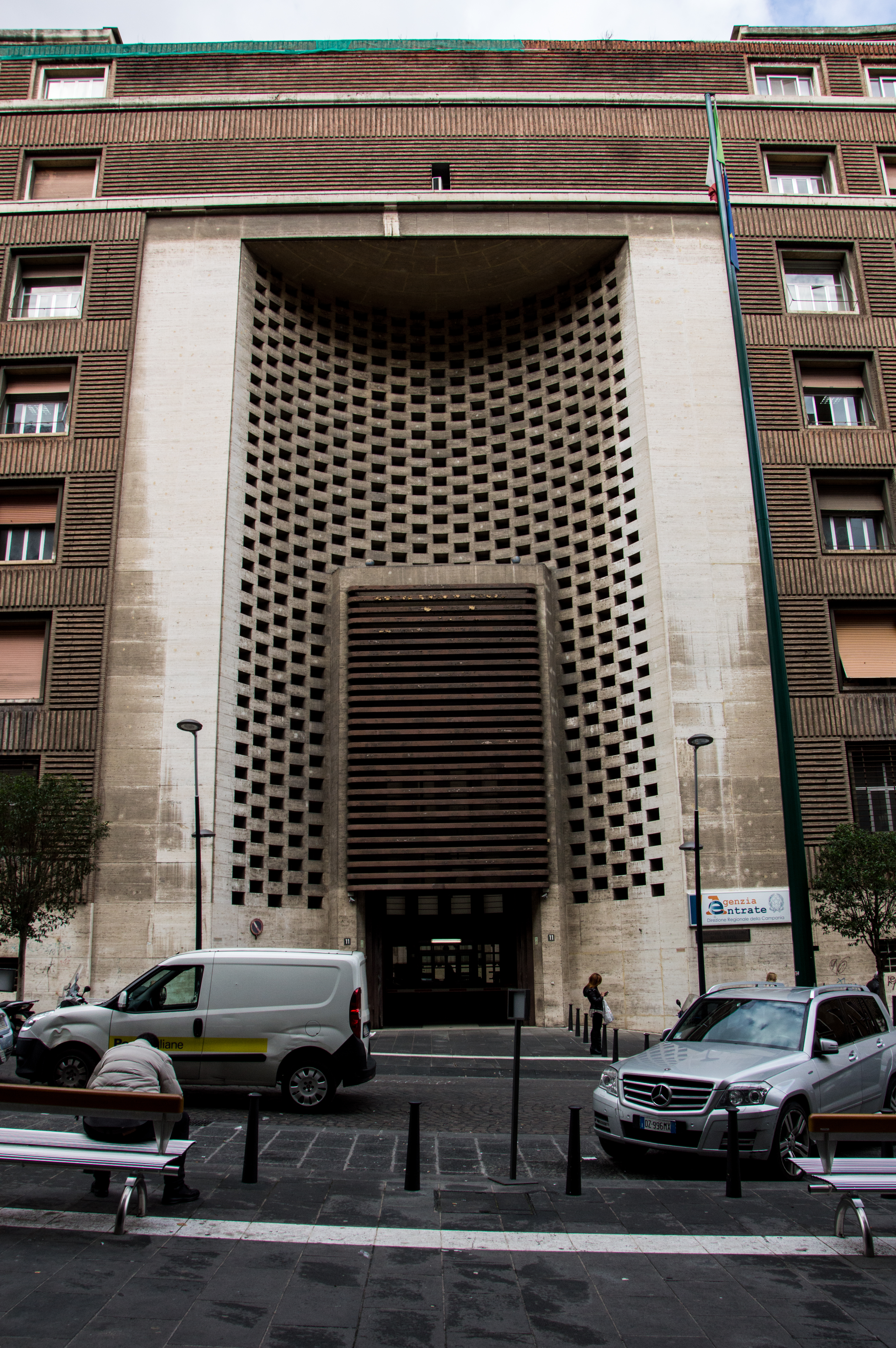
Palazzo dell’Intendenza di Finanza, degli Uffici Finanziari e dell’Avvocatura di Stato in Neapel: Haupteingang an der Via Armando Diaz

Der Palazzo dell’Intendenza di Finanza, degli Uffici Finanziari e dell’Avvocatura di Stato ist ein Palast aus den 1930er-Jahren im Viertel San Giuseppe in Neapel in der italienischen Region Kampanien. Er liegt in der Via Armando Diaz.

## Geschichte
Der Palast wurde von Marcello Canino zwischen dem Palazzo della Banca Nazionale del Lavoro und dem Palazzo Matteotti projektiert und von 1933 bis 1937 an Stelle des Complesso di San Tommaso d’Aquino errichtet. So ist er, wie andere Gebäude, die im 20. Jahrhundert in Neapel gebaut wurden, ein Beispiel für monumentalistische Architektur.

## Beschreibung
Das Gebäude hat einen rechteckigen Grundriss mit einer Apsisseite: Die tragende Struktur ist aus Stahlbeton und Teile der Fassade aus Sichtmauerwerk.
Die Hauptfassade zeigt zur Via Armando Diaz; das dortige Portal zeigt sich als große Nische aus Travertin, deren konkaver Raum sich idealerweise in der besonderen Apsis wiederfindet, die zur Via Cesare Battisti hin liegt.
Die Seitenfassaden zur Via Guglielmo Oberdan und zur Via Fabio Filzi hin sind sowohl in ihren Verzierungen als auch in ihrer Symmetrie der Seiteneingänge identisch; letztere sind aus Travertingitter gefertigt, das den Treppenhauskörper abschließt und durch Verzierungen aus Sichtbeton gekennzeichnet ist, die ein Gitter aus abstrakten Figuren mit interessanten Licht- und Schattenspielen bilden.